# Fontaine-lès-Clerval
Pour les articles homonymes, voir Fontaine.
Fontaine-lès-Clerval est une commune française située dans le département du Doubs, la région culturelle et historique de Franche-Comté et la région administrative Bourgogne-Franche-Comté.
Ses habitants sont appelés les Fontaines.

## Géographie

### Toponymie
Fontanis en 1040 ; Fontes en 1173 ; Fontenes en 1275 ; Fontaine-les-Clerval depuis 1962.

### Climat
Pour des articles plus généraux, voir Climat de la Bourgogne-Franche-Comté et Climat du Doubs.
En 2010, le climat de la commune est de type climat de montagne, selon une étude du Centre national de la recherche scientifique s'appuyant sur une série de données couvrant la période 1971-2000. En 2020, Météo-France publie une typologie des climats de la France métropolitaine dans laquelle la commune est exposée à un climat semi-continental et est dans la région climatique  Jura, caractérisée par une forte pluviométrie en toutes saisons (1 000 à 1 500 mm/an), des hivers rigoureux et un ensoleillement médiocre. 
Pour la période 1971-2000, la température annuelle moyenne est de 9,8 °C, avec une amplitude thermique annuelle de 17,1 °C. Le cumul annuel moyen de précipitations est de 1 197 mm, avec 12,6 jours de précipitations en janvier et 10,6 jours en juillet. Pour la période 1991-2020, la température moyenne annuelle observée sur la station météorologique de Météo-France la plus proche, « Branne_sapc », sur la commune de Branne à 5 km à vol d'oiseau, est de 11,1 °C et le cumul annuel moyen de précipitations est de 1 127,0 mm. 
La température maximale relevée sur cette station est de 39 °C, atteinte le 7 août 2015 ; la température minimale est de −19,8 °C, atteinte le 20 décembre 2009,,. 
Les paramètres climatiques de la commune ont été estimés pour le milieu du siècle (2041-2070) selon différents scénarios d'émission de gaz à effet de serre à partir des nouvelles projections climatiques de référence DRIAS-2020. Ils sont consultables sur un site dédié publié par Météo-France en novembre 2022.

## Urbanisme

### Typologie
Au 1er janvier 2024, Fontaine-lès-Clerval est catégorisée commune rurale à habitat dispersé, selon la nouvelle grille communale de densité à 7 niveaux définie par l'Insee en 2022.
Elle est située hors unité urbaine et hors attraction des villes,.

### Occupation des sols
L'occupation des sols de la commune, telle qu'elle ressort de la base de données européenne d’occupation biophysique des sols Corine Land Cover (CLC), est marquée par l'importance des territoires agricoles (55,3 % en 2018), une proportion sensiblement équivalente à celle de 1990 (55,6 %). La répartition détaillée en 2018 est la suivante : 
forêts (42,1 %), terres arables (31,7 %), zones agricoles hétérogènes (19,1 %), prairies (4,5 %), zones urbanisées (2,6 %). L'évolution de l’occupation des sols de la commune et de ses infrastructures peut être observée sur les différentes représentations cartographiques du territoire : la carte de Cassini (XVIIIe siècle), la carte d'état-major (1820-1866) et les cartes ou photos aériennes de l'IGN pour la période actuelle (1950 à aujourd'hui).

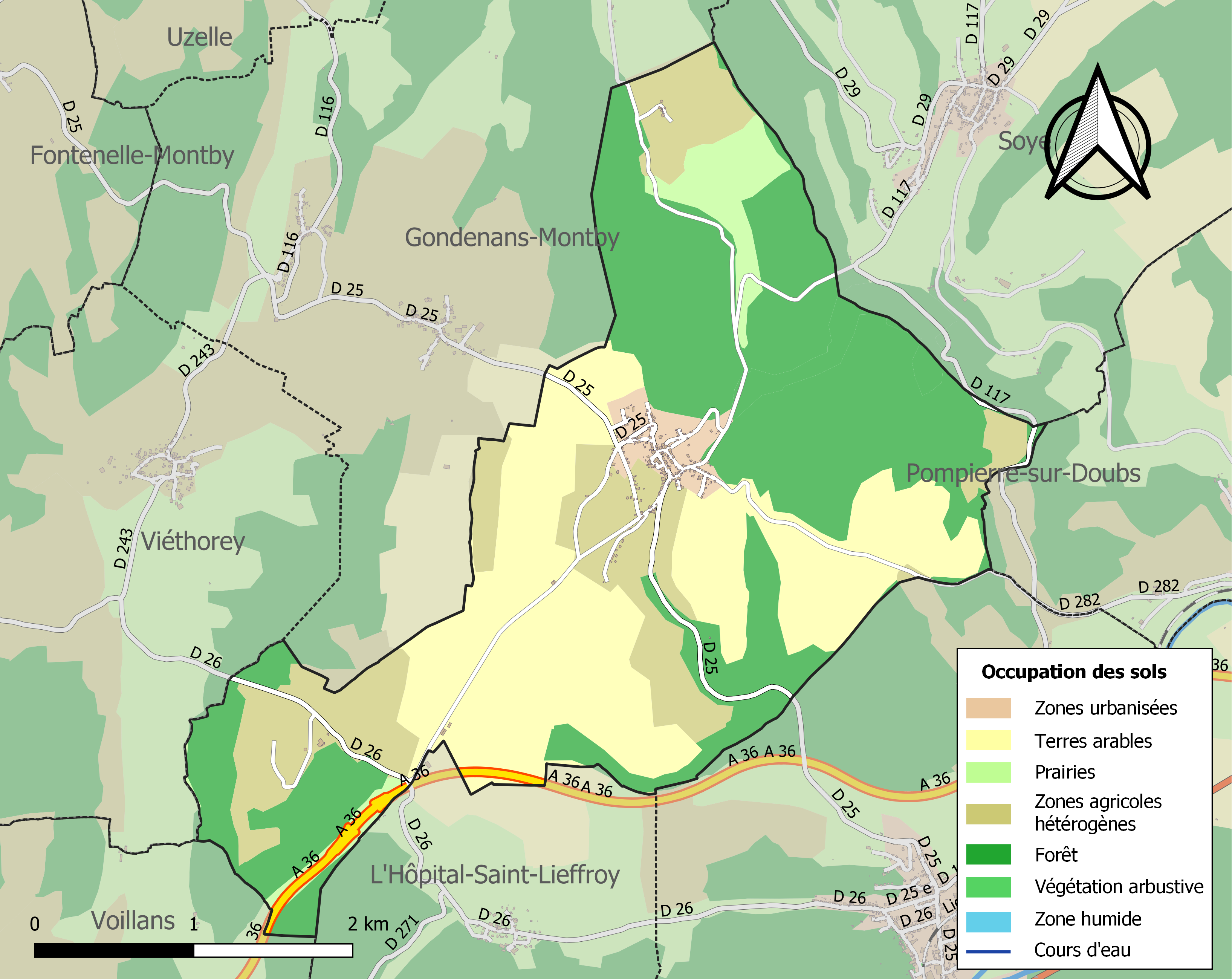
Carte des infrastructures et de l'occupation des sols de la commune en 2018 (CLC).

## Politique et administration

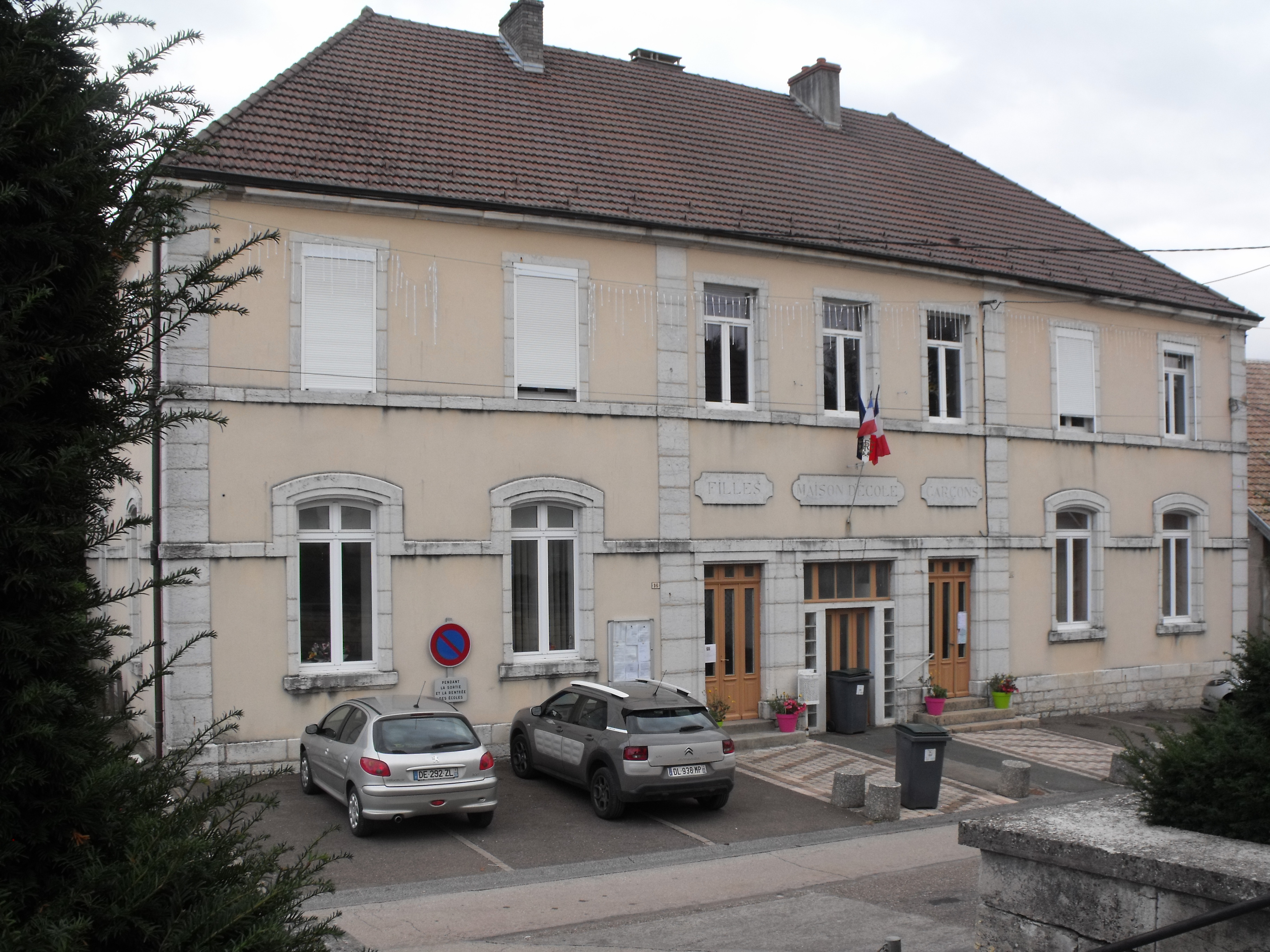
La mairie.

| Période                                  | Période                     | Identité                                    | Étiquette | Qualité           |
| ---------------------------------------- | --------------------------- | ------------------------------------------- | --------- | ----------------- |
| avant 1995                               | ?                           | Claude Halm                                 |           |                   |
| mars 2001                                | 2008                        | Roland Laroque                              |           |                   |
| mars 2008                                | En cours (au 1er juin 2020) | Claude Halm, Réélu pour le mandat 2020-2026 | DVD       | Chef d'entreprise |
| Les données manquantes sont à compléter. |                             |                                             |           |                   |

## Démographie
L'évolution du nombre d'habitants est connue à travers les recensements de la population effectués dans la commune depuis 1793. Pour les communes de moins de 10 000 habitants, une enquête de recensement portant sur toute la population est réalisée tous les cinq ans, les populations de référence des années intermédiaires étant quant à elles estimées par interpolation ou extrapolation. Pour la commune, le premier recensement exhaustif entrant dans le cadre du nouveau dispositif a été réalisé en 2005.

En 2022, la commune comptait 259 habitants, en évolution de −11,3 % par rapport à 2016 (Doubs : +1,88 %, France hors Mayotte : +2,11 %).
| 1793 | 1800 | 1806 | 1821 | 1831 | 1836 | 1841 | 1846 | 1851 |
| ---- | ---- | ---- | ---- | ---- | ---- | ---- | ---- | ---- |
| 527  | 533  | 498  | 518  | 622  | 661  | 633  | 653  | 657  |

| 1856 | 1861 | 1866 | 1872 | 1876 | 1881 | 1886 | 1891 | 1896 |
| ---- | ---- | ---- | ---- | ---- | ---- | ---- | ---- | ---- |
| 634  | 639  | 626  | 587  | 582  | 527  | 521  | 483  | 449  |

| 1901 | 1906 | 1911 | 1921 | 1926 | 1931 | 1936 | 1946 | 1954 |
| ---- | ---- | ---- | ---- | ---- | ---- | ---- | ---- | ---- |
| 417  | 396  | 384  | 387  | 343  | 293  | 276  | 286  | 281  |

| 1962 | 1968 | 1975 | 1982 | 1990 | 1999 | 2005 | 2006 | 2010 |
| ---- | ---- | ---- | ---- | ---- | ---- | ---- | ---- | ---- |
| 280  | 288  | 304  | 301  | 256  | 242  | 234  | 233  | 253  |

| 2015 | 2020 | 2022 | - | - | - | - | - | - |
| ---- | ---- | ---- | - | - | - | - | - | - |
| 283  | 270  | 259  | - | - | - | - | - | - |

## Lieux et monuments

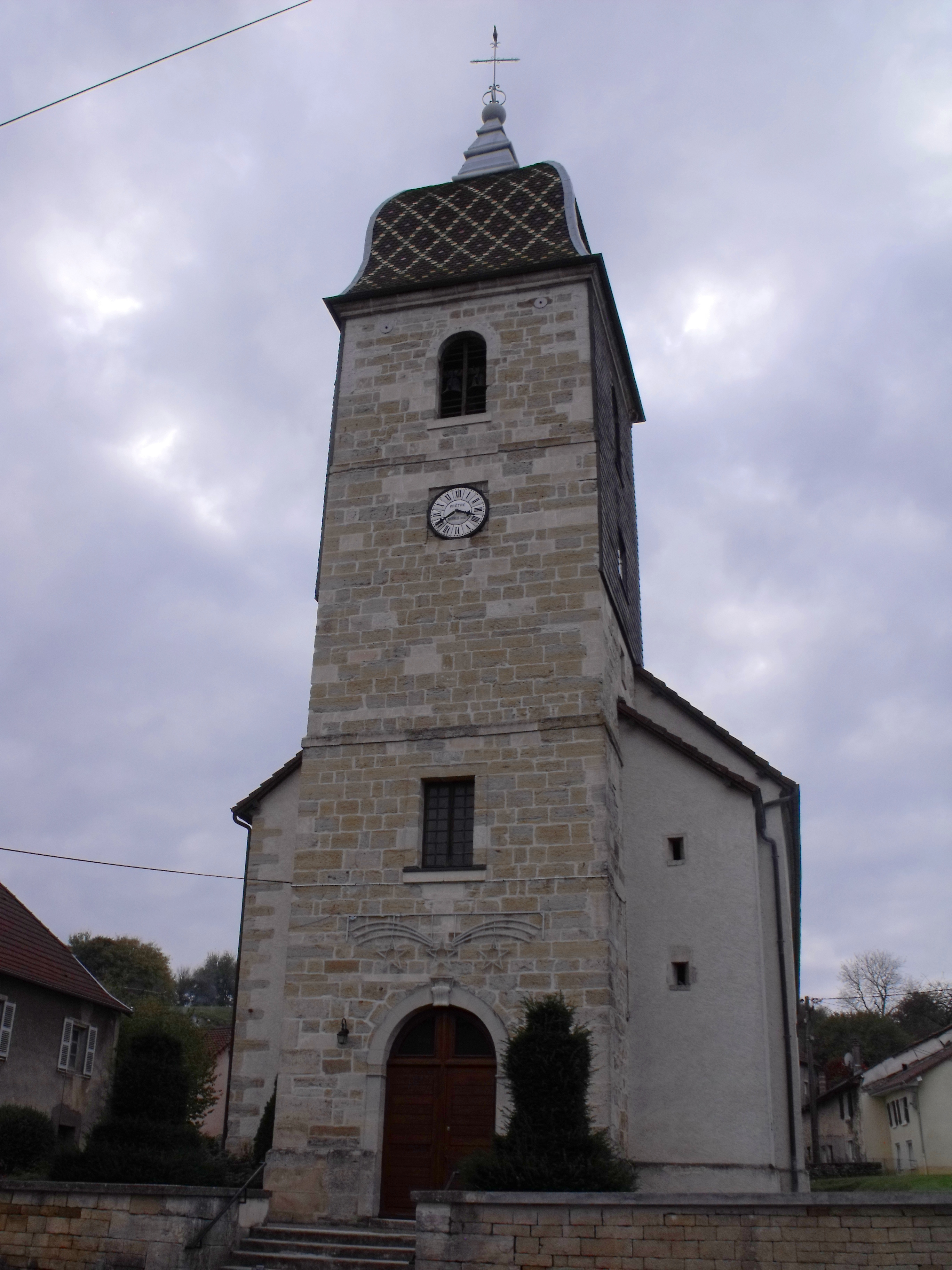
L'église.

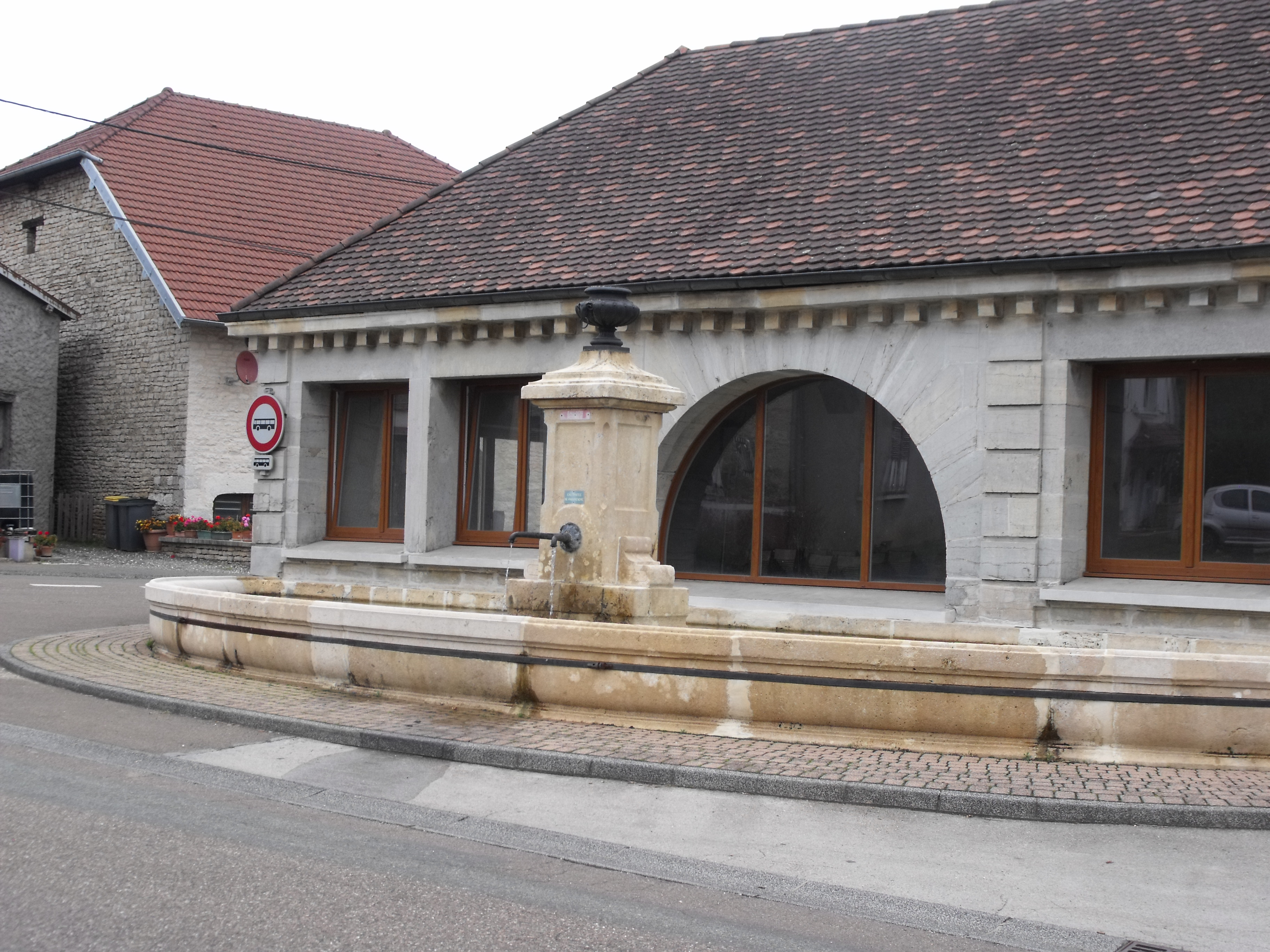
La grande fontaine.

- L'église de la Nativité-de-la-Sainte-Vierge, avec son clocher comtois , possède une cloche recensée dans la base Palissy[20].
- La grande fontaine qui se trouve au centre du village et a été refaite comme elle avait été bâtie à son origine en 1891 sur les plans de l'architecte Goguely : un bassin logé dans des pierres naturelles taillées en cercle.

## Personnalités liées à la commune
- Le révérend-père Loiseau (1862 - 1941). Missionnaire en Arménie, professeur dans plusieurs collèges de Jésuites, il est surnommé « l'aigle de la grammaire »[1].
- Louis Bonnemaille, étudiant et résistant au sein de l’Organisation civile et militaire (OCM) et du Bureau des opérations aériennes est inhumé au cimetière local.